# Learedius learedi
Learedius learedi är en plattmaskart. Learedius learedi ingår i släktet Learedius och familjen Spirorchiidae. Inga underarter finns listade i Catalogue of Life.